# Lijst van E-wegen door Nederland
Deze lijst geeft een overzicht van de Europese wegen die over Nederlands grondgebied lopen. Alle Nederlandse autosnelwegen worden in de eerste plaats aangegeven met een A-nummer, maar op de trajecten die ook onderdeel zijn van het systeem van Europese wegen wordt daarnaast ook het Europese E-nummer vermeld.
| E-nummer | Steden | Nationale wegnummers                      |
| -------- | --- | ----------------------------------------- |
|          | Amsterdam - Leiden - Den Haag - Delft - Rotterdam - Dordrecht - Breda - Antwerpen België                                                               | A10 A4 A13 A20 A16 A59 A58                |
|          | Immingham Verenigd Koninkrijk - (geen veerverbinding) - Amsterdam - Afsluitdijk - Heerenveen - Groningen - Bremen Duitsland                            | A10 A8 A7 N7                              |
|          | Hoek van Holland - Rotterdam - Gouda - Utrecht - 's-Hertogenbosch - Eindhoven - Maastricht - Luik België                                               | N223 A20 A12 A2 N2                        |
|          | Felixstowe Verenigd Koninkrijk - (veerboot) - Hoek van Holland - Den Haag - Gouda - Utrecht - Amersfoort - Apeldoorn - Oldenzaal - Osnabrück Duitsland | N223 N213 N222 N211 A4 A12 A27 A28 A1 A35 |
|          | Rotterdam - Gorinchem - Tiel - Nijmegen - Boxmeer - Düsseldorf Duitsland                                                                               | A15 A50 A73 A77                           |
|          | Turnhout België - Eindhoven - Venlo - Duisburg Duitsland                                                                                               | A67 A2                                    |
|          | Amsterdam - Utrecht - Ede - Arnhem - Oberhausen Duitsland                                                                                              | A10 A2 A12 A50                            |
|          | Amsterdam - Hilversum - Amersfoort | A1                                        |
|          | Amersfoort - Zwolle - Hoogeveen - Groningen | A28                                       |
|          | Hoogeveen - Emmen - Meppen Duitsland | A37                                       |
|          | Utrecht - Gorinchem - Breda | A27                                       |
|          | Vlissingen - Roosendaal - Breda - Eindhoven | A58 A16 A4                                |
|          | Genk België - Geleen - Heerlen - Aken Duitsland | A76                                       |